# Sorigny
 Sorigny  es una población y comuna francesa, situada en la región de  Centro, departamento de Indre y Loira, en el distrito de Tours y cantón de Montbazon.

## Demografía
| 1350 | 1241 | 1366 | 1428 | 1513 | 1617 | 1602 | 1507 | 1462 | 1403 | 1340 | 1271 | 1226 | 1125 | 1077 | 1142 | 1080 | 1067 | 1090 | 1077 | 994 | 1072 | 1084 | 1105 | 1168 | 1227 | 1178 | 1256 | 1313 | 1520 | 1637 | 1923 |
| Para los censos de 1962 a 1999 la población legal corresponde a la población sin duplicidades (Fuente: INSEE [Consultar]) |      |      |      |      |      |      |      |      |      |      |      |      |      |      |      |      |      |      |      |     |      |      |      |      |      |      |      |      |      |      |      |